# أبو قدامة السرخسي
أبو قدامة السرخسي، ( - 241 هـ) واسمه عبيد الله بن سعيد بن يحيى بن برد. من أئمة ورواة الحديث وهو ثقة مأمون سنى، توفي سنة إحدى وأربعين ومائتين.

## روايته للحديث النبوي
- سمع: حفص بن غياث، وسفيان بن عيينة، ويحيى القطان، ومعاذ بن هشام، وإسحاق الأزرق، ووهب بن جرير، وعبد الرحمن بن مهدي. وطبقتهم.
- وعنه: البخاري، ومسلم، والنسائي، وأبو زرعة، وإبراهيم بن أبي طالب، وجعفر الفريابي، والحسين القباني، وابن خزيمة، وأبو العباس السراج، وخلق كثير.[2]

## ثناء العلماء عليه
- أبو حاتم الرازي: من الثقات.
- أبو دواد السجستاني: ثقة.
- أبو عبد الله الحاكم النيسابوري: متفق على إمامته وحفظه وإتقانه.
- أحمد بن شعيب النسائي: ثقة مأمون.
- إبراهيم بن أبي طالب النيسابوري: ما قدم علينا أثبت ولا أتقن منه.
- ابن حجر العسقلاني: ثقة مأمون سني.
- ابن عبد البر الأندلسي: أجمعوا على ثقته.
- الذهبي: ثبت إمام.
- مسلمة بن القاسم الأندلسي: ثقة مأمون.[1]